# Segeltorp
Segeltorp est un district de la municipalité de Huddinge, dans le comté de Stockholm, et également une partie de la zone urbaine de Stockholm, en Suède. 
Segeltorp comptait 11 870 habitants au 31 décembre 2011.